# Stile Antico (Gesangsensemble)

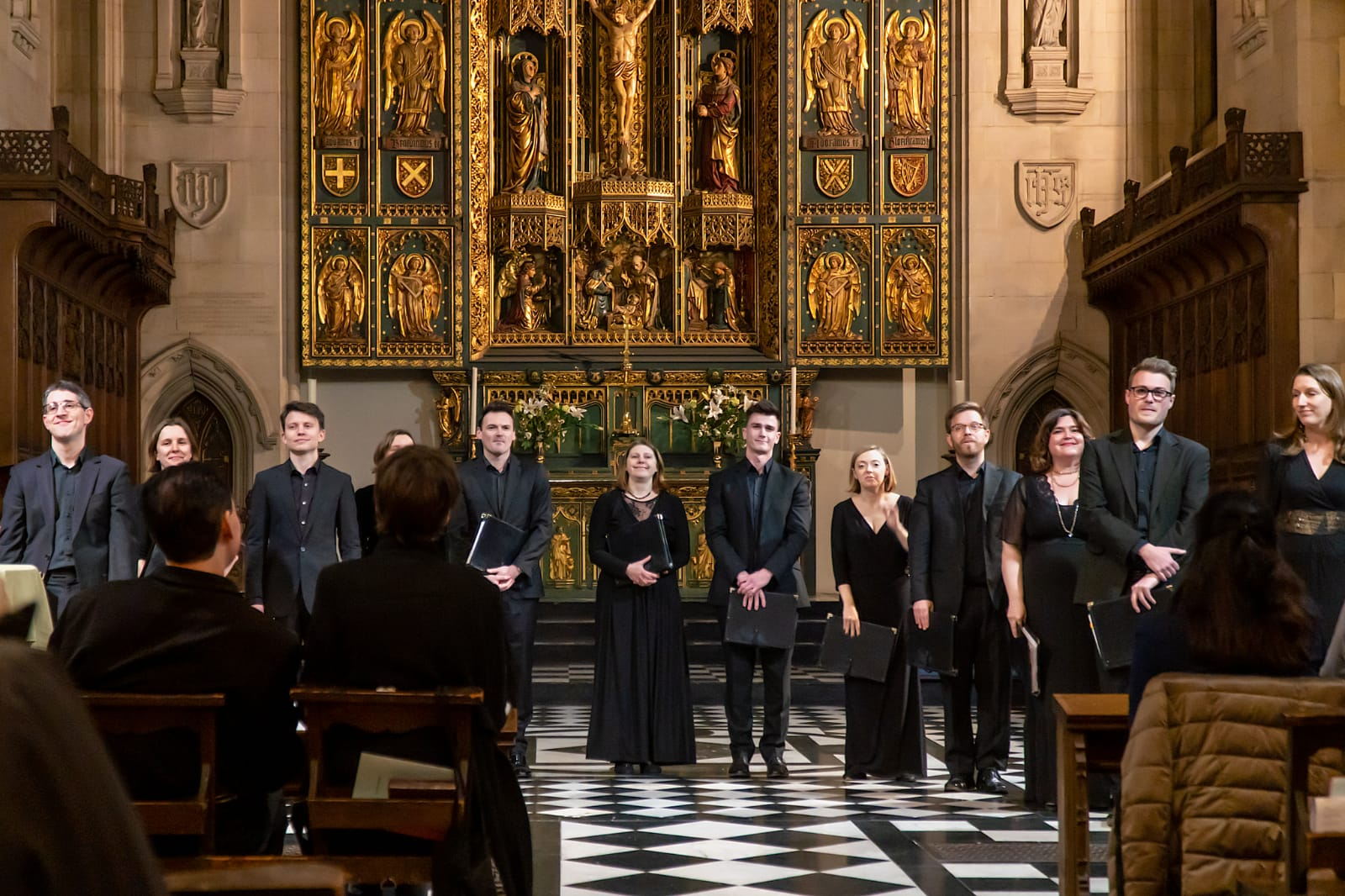
Stile Antico in London (2020)

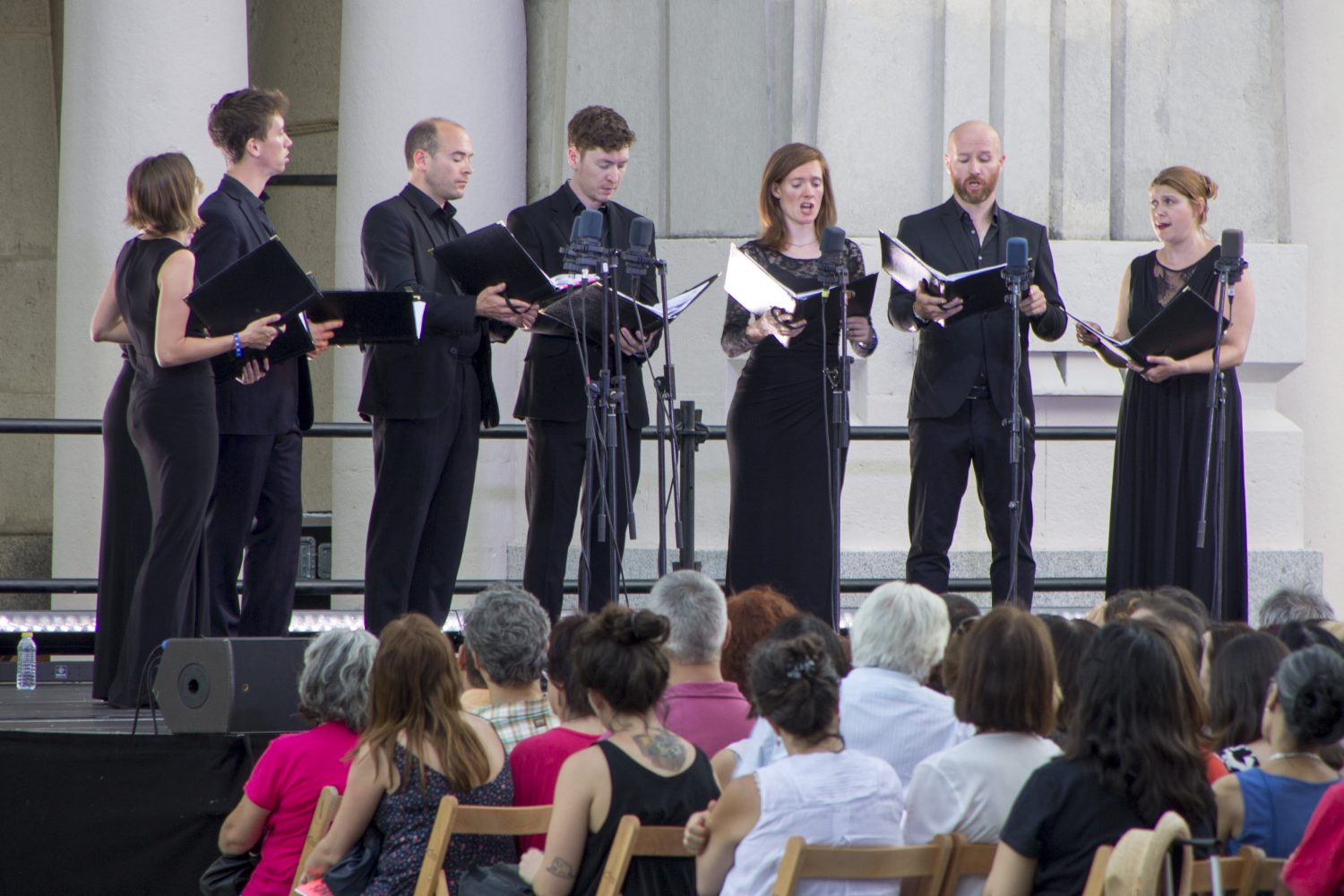
Stile Antico in Madrid (2017)

Stile Antico ist ein britisches Vokalensemble, das sich auf Alte Musik spezialisiert hat.

## Mitglieder
Das Ensemble besteht aus zwölf Mitgliedern. Die aktuellen Mitglieder sind:
- Sopran: Helen Ashby, Kate Ashby und Rebecca Hickey
- Alt: Emma Ashby, Cara Curran und Rosie Parker
- Tenor: Andrew Griffiths, Jonathan Hanley und Benedict Hymas
- Bass: James Arthur, Nathan Harrison und Gareth Thomas

## Geschichte und Wirken
Stile Antico wurde im Jahr 2001 gegründet und ist in London beheimatet. Wie The Tallis Scholars oder The Sixteen hat das Ensemble seine Wurzeln in der Chortradition der Universitäten Oxford und Cambridge. Aber – ungewöhnlich für Gesangsensembles, die sich mit komplexer Polyphonie auseinandersetzen – Stile Antico hat keinen Dirigenten. Die Sänger proben und treten als Kammermusiker auf, ein Ansatz, der von der Kritik gelobt wurde.
Das Ensemble gewann 2005 den Publikumspreis bei der Early Music Network Young Artists’ Competition in York und wird seitdem als „einer der ... neuen Sterne am Firmament der Renaissance-Vokalensembles“ beschrieben.
Stile Antico hat bis zum Jahr 2019 sechzehn CDs für das Label Harmonia Mundi aufgenommen. Im Jahr 2020 gab die Gruppe eine neue Partnerschaft mit Decca Classics für eine „Trilogie neuer Alben“ bekannt, die inzwischen veröffentlicht wurden. Ihre Debütaufnahme Music for Compline aus dem Jahr 2007 war ein großer kommerzieller Erfolg, nachdem sie in der Sendung All Things Considered des US-amerikanischen Hörfunksenders NPR vorgestellt wurde und Platz 2 der Billboard Classical Charts erreichte; Tom Manoff von NPR bezeichnete die Gruppe als „eines der besten Chorensembles unserer Zeit“. Die CD erhielt weitere Auszeichnungen, darunter den Diapason d’or de l’année 2007 und wurde für die 50. Grammy Awards nominiert. Ihre Veröffentlichung Song of Songs gewann 2009 den Gramophone Award für Alte Musik und verbrachte drei Wochen auf Platz 1 der Billboard Classical Charts. Auch diese CD wurde für die Grammy Awards nominiert. Ihre CD The Golden Renaissance: Josquin des Prez gewann 2021 den ersten Gramophone Award for Spatial Audio. Im Januar 2018 trat die Gruppe live im Madison Square Garden bei der Verleihung der 60. Grammy Awards auf, da sie für ihr Album Divine Theatre (Sacred Motets By Giaches De Wert) in der Kategorie Best Chamber Music/Small Ensemble Performance nominiert war.
Bei ihren Konzerten und Plattenaufnahmen arbeitet die Gruppe intensiv mit dem Fretwork Viol Consort, dem Folger Consort, dem B’Rock Orchestra und den Künstlern Marino Formenti, Lemn Sissay und Rihab Azar zusammen. Den britischen Musiker Sting begleitete Stile Antico bei seinem Projekt Songs from the Labyrinth (basierend auf den Werken von John Dowland), tourte mit ihm durch Europa, Australien und den Fernen Osten und trat als Gast auf seinem 2009 erschienenen Album If on a Winter’s Night... auf.
Zusätzlich zu ihrem Kernrepertoire hat Stile Antico bei seinen Konzerten auch zeitgenössische Chormusik uraufgeführt, darunter Werke von Kerry Andrew, Cheryl Frances-Hoad, Joanna Marsh, John McCabe, Nico Muhly, Giles Swayne und Huw Watkins.
Seit seiner Gründung ist Stile Antico „an vielen der renommiertesten Veranstaltungsorte und Festivals der Welt aufgetreten“, darunter in Belgien der Palais des Beaux-Arts in Brüssel und das Festival van Vlaanderen in Antwerpen und Brügge, in Deutschland das Leipziger Gewandhaus und das Schleswig-Holstein Musik Festival, in Frankreich die Cité de la Musique, in Luxemburg die Luxembourg Philharmonie, in den Niederlanden das Amsterdam Concertgebouw und das Festival Oude Muziek Utrecht, in der Schweiz das Lucerne Festival, in Spanien das Auditorio Nacional de Música sowie im Vereinigten Königreich die Wigmore Hall, die BBC Proms, der Buckingham Palace und das York Early Music Festival.
Im Jahr 2009 hatte das Ensemble sein Debüt in Nordamerika beim Boston Early Music Festival und hat seitdem zahlreiche Tourneen nach Kanada und in die Vereinigten Staaten unternommen.
Im Jahr 2013 beteiligte sich Stile Antico an den Feierlichkeiten zum hundertjährigen Bestehen des Carnegie UK Trust, bei denen an die Unterstützung des Trusts für die mehrbändige Veröffentlichung von Kirchenmusik aus der Tudor-Zeit durch die Oxford University Press in den 1920er Jahren erinnert wurde und veröffentlichte die CD The Phoenix Rising, die sich um William Byrds Mass for Five Voices dreht.
Im Jahr 2025 feiert Stile Antico sein zwanzigjähriges Jubiläum als professionelles Ensemble mit Auftritten in der Wigmore Hall, beim Boston Early Music Festival und beim Festival van Vlaanderen in Antwerpen und erinnert mit einer Reihe von Konzerten und ihrer CD The Golden Renaissance: Palestrina an den 500. Geburtstag von Giovanni Pierluigi da Palestrina, den Meister des Stile Antico.

## Diskographie und Auszeichnungen
- 2007: Music for Compline[7] bei Harmonia Mundi – Auszeichnungen: Diapason d’or de l’année (2007), CHOC du Monde de la Musique, Preis der deutschen Schallplattenkritik (Mai 2007), Classics Today 10/10, Grammy Award Nominierung in der Kategorie Best Small Ensemble Performance (2008)
- 2008: Heavenly Harmonies bei Harmonia Mundi – Auszeichnungen: Diapason d’or (April 2008), Preis der deutschen Schallplattenkritik (Mai 2008), Classics Today 10/10
- 2009: Song of Songs[11] bei Harmonia Mundi – Auszeichnungen: Gramophone Award for Early Music (2009), Choc de Classica (Mai 2009), Classics Today 10/10, Grammy Award Nominierung in der Kategorie Best Small Ensemble Performance (2010)
- 2010: Media Vita bei Harmonia Mundi – Auszeichnungen: Preis der deutschen Schallplattenkritik (Mai 2010), Classics Today 10/10
- 2010: Puer natus est bei Harmonia Mundi – Auszeichnungen: Diapason d’or (Oktober 2010), Edison Klassiek (2011), Preis der deutschen Schallplattenkritik (2011), International Record Review ’Outstanding’ (Oktober 2010), Choc de Classica (November 2010), Classics Today 10/10
- 2012: Tune Thy Musicke to Thy Hart bei Harmonia Mundi – Auszeichnungen: Choc de Classica (März 2012)
- 2012: Passion and Resurrection bei Harmonia Mundi – Auszeichnungen: Classics Today 10/10
- 2013: The Phoenix Rising[19] bei Harmonia Mundi – Auszeichnungen: Diapason d’or (September 2013), Preis der deutschen Schallplattenkritik (2013), Choc de Classica (2013), International Record Review ’Outstanding’ (September 2013), Classics Today 10/10, Fono Forum Empfehlung des Monats (Oktober 2013)
- 2014: From the Imperial Court bei Harmonia Mundi
- 2015: A Wondrous Mystery bei Harmonia Mundi – Auszeichnungen: Classics Today 10/10 (Oktober 2015)
- 2015: Sing With The Voice Of Melody (Kompilation) bei Harmonia Mundi
- 2015: A Musical Journey Into The English Renaissance (Kompilation) bei Harmonia Mundi
- 2017: Divine Theatre: Sacred Motets by Giaches de Wert[14] bei Harmonia Mundi – Auszeichnungen: La Clef ResMusica (Februar 2017), Grammy Award Nominierung in der Kategorie Best Chamber Music/Small Ensemble Performance (2018)
- 2018: Tenebrae Responsories bei Harmonia Mundi – Auszeichnungen: 4F de Télérama, (März 2018), Gramophone Editor’s Choice, (Mai 2018), Choc de Classica (2018)
- 2019: In a Strange Land bei Harmonia Mundi – Auszeichnungen: Diapason d’Or (Februar 2019)
- 2019: A Spanish Nativity bei Harmonia Mundi – Auszeichnungen: Classics Today 10/10
- 2021: The Golden Renaissance: Josquin des Prez[12] bei Decca Records – Auszeichnungen: Gramophone Award for Spatial Audio (2021).
- 2023: The Golden Renaissance: William Byrd
- 2025: The Golden Renaissance: Palestrina[20]